# Портрет Дориана Грея (фильм, 1945)
«Портрет Дориана Грея» (англ. The Picture Of Dorian Gray) — кинофильм режиссёра Альберта Левина, вышедший в 1945 году. Экранизация одноимённого романа Оскара Уайльда, которая является самой известной из всех. Исполнительница роли Сибиллы Вейн Анджела Лэнсбери получила награду Голливудской ассоциации иностранной прессы «Золотой глобус» и номинацию на премию Американской академии «Оскар» в категории «Лучшая актриса второстепенной роли».
В целом картина была представлена в четырёх категориях на 18-й церемонии вручения премии «Оскар» и в одной актёрской категории Анджелы Лэнсбери на 3-й церемонии вручения премии «Золотой глобус», в которой была одержана победа. По итогам церемонии вручения премии «Оскар», победил только оператор картины Гарри Стрэдлинг-старший в категории «Лучшая операторская работа — чёрно-белая картина».

## Сюжет
Лорд Генри Уоттон, посвятивший себя «великой науке ничегонеделания» и развлекающийся наблюдениями за чувствами других, приезжает к своему другу — художнику Бэзилу Холлуорду. Вопреки запрету, Генри врывается в мастерскую, где застаёт Бэзила за работой над портретом прекрасного юноши. Лорд восхищён. Он признаёт эту картину лучшей работой Бэзила и советует послать её на выставку. Тот отказывается, ссылаясь на то, что вложил в эту картину слишком много себя. В процессе разговора Генри вытягивает из друга и имя натурщика, с которым лорд знакомится тут же, и очарованный Дориан Грей просит его остаться для беседы во время позирования.
Портрет закончен. Появившаяся племянница Бэзила — Глэдис ставит первую букву своего имени под подписью дяди на картине. На провокационный вопрос лорда Генри, «кто ей больше нравится — Дориан или его портрет», Глэдис выбирает Дориана, замечая, что Дориан не постареет никогда.
Глядя на портрет, Дориан выражает желание, чтобы портрет старел вместо него. За это красавец готов даже отдать душу. Бэзил советует Дориану осторожнее выражать такие желания в присутствии статуэтки кошки (изображения одного из семидесяти трёх божеств Египта, которое может выполнять желания).
В варьете «Две черепахи» Дориан знакомится с певицей Сибиллой Вейн (её коронный номер — исполнение песни «Маленькая жёлтая птичка»), а некоторое время спустя выражает желание на ней жениться. Генри советует проверить нравственность невесты: пригласить к себе домой и попытаться соблазнить, а после удавшейся попытки на утро пишет ей полное разочарования письмо, в котором сообщает о разрыве и своём отъезде.
Разочаровавшись в своей первой любви, Дориан решает немного отвлечься и отправляется в очередную прогулку по не самым респектабельным районам Лондона. По возвращении замечает, что портрет изменился — выражение лица приобрело «злую насмешку». Дориан принимает это за игру воображения, но на следующий день понимает, что перемена действительно произошла. Он понимает, что неосторожно высказанное желание сбылось. Портрет становится зеркалом его души. Дориан решает больше не давать картине повода для упрёков, планирует помириться с Сибиллой и пишет ей письмо с извинениями. Его прерывает появление лорда Генри с сообщением о самоубийстве Сибиллы.
На следующий день Дориана навещает Бэзил. Художник удивлён тем, что Дориан посещал оперу в то время, как его возлюбленная лежала мёртвой. Дориан парирует тем, что действительно страдал, но, как сильная личность, быстро справился со своими чувствами. Перед уходом художник хочет взглянуть на портрет, но сталкивается с принципиальным запретом Дориана, а после ухода юноша и вовсе переносит его в старую классную комнату наверху. Вместе с переносом картины обновляется и состав слуг: уволены старые, наняты новые.
Прошло двадцать лет. Дориан остаётся по-прежнему молодым и красивым. По городу о нём ходят недобрые слухи, многие прекращают общение с ним. А тот, в свою очередь, влюбиляется в Глэдис, которая превратилась из девочки в прекрасную молодую женщину. Бэзилу не нравится увлечение племянницы Дорианом, но девушка ничего не хочет слышать.
Однажды, возвращаясь поздно из клуба, Дориан встречает Бэзила, который накануне своего отъезда в Париж решает с ним серьёзно поговорить. Бэзил перечисляет слухи, связанные с Дорианом, а когда возникает желание «увидеть его душу», Дориан открывает взору художника спрятанный портрет. Бэзил в ужасе, однако узнаёт свой портрет. Испугавшись, что его тайна может выйти за пределы комнаты, Дориан хватает нож и убивает автора. Для уничтожения трупа Дориан, путём шантажа, прибегает к услугам знакомого химика Аллена Кэмпбелла. А уже несколько дней спустя Дориан делает предложение Глэдис.
После очередной вылазки в опиумный притон на Дориана нападает Джеймс Вейн — брат Сибиллы, все эти годы лелеявший мечту о мести. Дориану удаётся убедить его, что он слишком молод, чтобы быть виновником трагедии. Вейн верит ему, однако тут же в притоне ему сообщают истинный возраст, настоящее имя и адрес «сэра Тристана» (так звала Дориана Сибилла — в честь героя любимого рыцарского романа).
Дориан уезжает в Селби, куда вскоре собираются гости праздновать его 38-летие. Охота оказывается не слишком удачной. Когда один из гостей собирается подстрелить зайца, Дориан неожиданно вступается за животное. Гость всё же выстреливает, но весь заряд дроби достаётся человеку, прятавшемуся в листве. Убитым оказывается преследовавший Дориана Джеймс Вейн.
Дориан спешно уезжает в Лондон, оставив Глэдис письмо с объявлением о расторжении помолвки, а по пути встречается с Дэвидом Стоуном, спешившего расторгнуть брак сообщением о находке портрета ужасного человека в потайной комнате Дориана Грея.
Дориан в потайной комнате смотрит на портрет человека с обезображенным лицом. Он решает зажить праведной жизнью, уехать подальше, а злосчастный портрет уничтожить. Но как только он вонзает нож в картину, умирает сам. Портрет снова становится прекрасным, а труп Дориана — безобразным. Таким его и находят лорд Генри, Глэдис и Дэвид.

## В ролях
- Джордж Сандерс — лорд Генри Уоттон
- Херд Хэтфилд — Дориан Грей[англ.]
- Донна Рид — Глэдис Холлуорд
- Анджела Лэнсбери — Сибилла Вейн
- Питер Лоуфорд — Дэвид Стоун
- Лоуэлл Гилмор — Бэзил Холлуорд
- Ричард Фрайзер — Джеймс Вейн
- Дуглас Уолтон — Аллен Кэмпбелл
- Мортон Лоури — Адриан Синглтон
- Майлз Мандер — сэр Роберт Бентли
- Лидия Билбрук — миссис Вейн
- Мэри Форбс — леди Агата
- Роберт Грейг — сэр Томас
- Билли Беван — Мальволио Джонс
- Рени Карсон — молодая француженка
- Лилиан Бонд — Кейт
- Седрик Хардвик — рассказчик
- Гибсон Гоуленд — Гибсон
- Стюарт Холмс — охотник (в титрах не указан)
- Анджело Росситто — официант (в титрах не указан)
- Скелтон Кнаггс — официант (в титрах не указан)

## Съёмочная группа
- Автор сценария: Альберт Левин, по роману Оскара Уайльда
- Режиссёр: Альберт Левин
- Оператор: Гарри Стрэдлинг-старший
- Художники:
  - Седрик Гиббонс
  - Ганс Питерс
- Композитор: Герберт Стотхарт
- Монтаж: Феррис Уэбстер
- Продюсер: Пандро Берман

## Призы и премии
| Год  | Награда        | Результат | Категория                                        | Номинант                                                         |
| ---- | -------------- | --------- | ------------------------------------------------ | ---------------------------------------------------------------- |
| 1946 | Оскар          | Номинация | Лучшее художественное оформление                 | Джон Бонар, Седрик Гиббонс, Хью Хант, Ганс Питерс и Эдвин Уиллис |
| 1946 | Оскар          | Номинация | Лучшая актриса второстепенной роли               | Анджела Лэнсбери                                                 |
| 1946 | Оскар          | Победа    | Лучшая операторская работа — чёрно-белая картина | Гарри Стрэдлинг                                                  |
| 1946 | Золотой глобус | Победа    | Лучшая актриса второстепенной роли               | Анджела Лэнсбери                                                 |
| 1946 | Хьюго          | Победа    | Лучшая постановка                                | Лучшая постановка                                                |

- 100 лучших героев и злодеев по версии AFI:
  - Дориан Грей — злодей (номинация)

## Факты
- Изменившийся портрет Грея был написан в 1943 году Айвеном Олбрайтом.
- Рубаи Омара Хайяма читается трижды — в самом начале, потом Дориан декламирует его Аллену Кэмпбеллу, а также в финале:

Послал я душу сквозь незримое узнать, что ждёт нас у загробных врат.

Душа, вернувшись, отвечала: «Знай, я есть и рай, и ад»

- В фильме цитируется отрывок из поэмы Оскара Уайльда «Сфинкс» и демонстрируются иллюстрации Обри Бёрдсли к его пьесе «Саломея».
- Песню «Маленькая жёлтая птичка» Анджела Лэнсбери много лет спустя исполнила в сериале «Она написала убийство».

### Расхождения сюжета с романом
- В книге возлюбленная Дориана — Гетти Мёртон — была не племянницей Бэзила, а деревенской девушкой, жившей неподалёку от Селби. Дориан действительно не стал соблазнять её, но только портрет от этого к лучшему не изменился.
- Сибилла в романе была драматической актрисой, а не певицей в варьете.
- Дориан в романе бросил Сибиллу из-за того, что разочаровался в ней как в актрисе, а не потому, что она легко позволила соблазнить себя.
- Труп Дориана нашли его слуги.
- Персонажа по имени Дэвид Стоун в романе нет.